# 185 Eunike
185 Eunike este un asteroid din centura principală, descoperit pe 1 martie 1878, de Christian Peters.